# Bitwa pod Praszką
Bitwa pod Praszką – potyczka powstania styczniowego stoczona 11 kwietnia 1863 pod Praszką, pomiędzy oddziałem powstańczym dowodzonym przez porucznika Józefa Oxińskiego, a otaczającymi oddział wojskami rosyjskimi wspomaganymi Kozaków.

## Przebieg bitwy
Oddział Oxińskiego stacjonował na krótko w folwarku Kuźniczka, położonym około kilometra od Praszki, gdzie przemieścił się z lasów pod Dankowem śledzony przez wojska moskiewskie. Oxiński był świadomy zagrożenia związanego z działaniami oddziałów rosyjskich w tej okolicy. Dlatego postanowił przemieścić oddział na północny wschód w kierunku granicy aby tam, w spokojniejszym terenie, spędzić święta wielkanocne.
Wysłany w okolicę patrol powstańczy dowiedział się o znajdujących się w sąsiedniej wiosce Strojec żołnierzach kozackich. Informację tę rankiem 11 kwietnia potwierdziła Oxińskiemu mieszkająca w okolicy kobieta. Dlatego przygotował on w lesie przy folwarku zasadzkę na Kozaków. Jak się okazało Kozacy byli tylko przynętą, a oddział Oxińskiego otoczony był przez wojska rosyjskie. Ich piechota nad ranem przybyła do lasu i z ukrycia obserwowała oddział. Ponieważ siły rosyjskie były znacznie silniejsze od oddziału Oxińskiego postanowił on przebić krąg przeciwnika wąskim czołem i uciec w stronę Wielunia.
Przebicie wojsk rosyjskich nastąpiło w gęstym lesie, gdzie nie było możliwe użycie pistoletów, a jedynie walka na bagnety. Skoncentrowane siły Oxińskiego miały lokalną przewagę nad żołnierzami rosyjskimi. Starcie było krótkie, jednak dość krwawe. Spośród oddziału Oxińskiego poległo dziesięciu powstańców, natomiast siły przeciwnika straciły 28 walczących. 
Po przedostaniu się przez pierścień Rosjan oddział, zmniejszony w liczbie do 81 powstańców przesuwał się coraz bardziej w kierunku północno-wschodnim, dotarł do wsi Wiry lub Podkowa po czym ruszył w dalszą drogę.
Kilka dni po bitwie 9 poległych w niej żołnierzy (nieznanych z imienia i nazwiska, ani tego do której strony należeli) zostało pochowanych w zbiorowej mogile na cmentarzu w Praszce, gdzie współcześnie znajduje się pomnik upamiętniający walczących
W okolicy Praszki miała miejsce jeszcze jedna potyczka stoczona pomiędzy Strojcem i Praszką, w której połączone oddziały Słupskiego i Matuszewicza rozbiły posterunek 25 objezdczyków kozackich.